# Dwars door Vlaanderen 2011
De 66e editie van Dwars door Vlaanderen werd verreden op woensdag 23 maart 2011. De start was in Roeselare, de finish in Waregem, de afstand 201 km.

## Wedstrijdverloop
In totaal 188 renners gingen van start onder een stralende lentezon. Door de hoge snelheid was het twee uur wachten op de eerste ontsnappingen. Frédéric Amorison, Rob Goris, Tom Veelers en Dries Hollanders bouwen een voorsprong uit die maximaal oploopt tot zes minuten. Maar de wedstrijd werd pas in een definitieve plooi gelegd onder impuls van Nick Nuyens op de Oude Kwaremont. Daardoor ontstond een groep van een 40-tal renners. Op 20 km van de aankomst ging Nuyens alleen weg, gevolgd door Geraint Thomas. Ze haalden snel de overgebleven vroege vluchters Frédéric Amorison en Rob Goris in en lieten ze uiteindelijk achter zich. Tot op het einde bleven ze slechts een 10 à 20-tal seconden voor het peloton uitrijden, dat hen echter niet meer kon grijpen. Nuyens won gemakkelijk de sprint voor Thomas. Tyler Farrar won de pelotonssprint, maar kwam net te laat voor de zege.

## Hellingen
De volgende hellingen moesten in de editie van 2011 beklommen worden:

## Uitslag
| Dwars door Vlaanderen 2011 |                  |                    |          |
| Plaats                     | Naam             | Ploeg              | Tijd     |
| Winnaar                    | Nick Nuyens      | Saxo Bank-Sungard  | 4u39'57" |
| 2                          | Geraint Thomas   | Sky ProCycling     | z.t.     |
| 3                          | Tyler Farrar     | Garmin-Cervélo     | z.t.     |
| 4                          | Mathew Hayman    | Sky ProCycling     | z.t.     |
| 5                          | Marco Marcato    | Vacansoleil-DCM    | z.t.     |
| 6                          | Baden Cooke      | Saxo Bank-Sungard  | z.t.     |
| 7                          | Leif Hoste       | Team Katjoesja     | z.t.     |
| 8                          | Tom Leezer       | Rabobank           | z.t.     |
| 9                          | Tom Boonen       | Quick Step         | z.t.     |
| 10                         | Dominique Rollin | Française des Jeux | z.t.     |